# Wilhelm Bornemann (Politiker)
Friedrich Wilhelm Ludwig Bornemann (* 28. März 1798 in Berlin; † 28. Januar 1864 in Berlin) war ein preußischer Jurist und Politiker.

## Leben
Bornemann war der Sohn des Leiters der preußischen Staatslotterie und plattdeutschen Dichters Johann Wilhelm Bornemann. Er beteiligte sich 1815 als Freiwilliger an den Befreiungskriegen und studierte später in Berlin Rechtswissenschaften. Nach seinem ersten juristischen Staatsexamen begleitete er 1818 seinen Vater nach London, wo dieser mit dem Abschluss einer Staatsanleihe mit dem Bankhaus Rothschild beauftragt war. Ein Jahr später trat Bornemann in den preußischen Staatsdienst ein. Im Jahr 1823 wurde er Kammergerichtsassessor und kam in dieser Eigenschaft 1825 nach Stettin und später nach Greifswald. Die dortige Universität verlieh ihm wegen der neben der amtlichen Tätigkeit entstandenen juristischen Schriften die Ehrendoktorwürde. Bornemann habilitierte sich und hielt als Privatdozent Vorlesungen über das Allgemeine Landrecht. Im Jahr 1827 wurde er zum Oberlandgerichtsrat ernannt und 1831 an das Berliner Kammergericht berufen. Ab 1837 war er vortragender Rat im Finanzministerium. Im Jahr 1842 wurde Bornemann Mitglied und 1843 Sekretär des Staatsrates. Bis 1846 war er Mitglied der Gesetzes Kommission. Außerdem ernannte ihn König Friedrich Wilhelm IV. zum ersten Präsidenten des neuen Oberzensurgerichts. In dieser Funktion versuchte Bornemann eine Milderung der Zensurbestimmungen zu erreichen. Nur ein Jahr später wurde er Direktor im Justizministerium. Dort war er maßgeblich an der Vorbereitung neuer Gesetze und insbesondere des Zivilprozessrechts beteiligt.
Während der Revolution von 1848 wurde Bornemann zum Justizminister im Märzministerium Camphausen-Hansemann berufen. Durch seine vormärzlichen juristischen Reformbemühungen war er einer der populärsten Minister. Mit dem Rücktritt Camphausens im Juni 1848 schied auch Bornemann aus der Regierung aus. Anschließend war er bis zu seinem Tod zweiter Präsident des Obertribunals in Berlin. Außerdem war er seit August 1848 als Nachrücker für einen ausgeschiedenen Abgeordneten Mitglied der preußischen Nationalversammlung. Dort gehörte er als führendes Mitglied der Fraktion Harkort an. Im selben Jahr war Bornemann an der Erarbeitung eines Entwurfs für eine Allgemeine deutsche Wechselordnung beteiligt. Seit 1849 war er Mitglied der ersten Kammer des preußischen Landtages und vertrat dort liberale Positionen. Seit 1860 war Bornemann Kronsyndikus und ein Jahr später Mitglied im Herrenhaus. In den frühen 1860er Jahren war er an der Erarbeitung eines deutschen Handelsgesetzbuches beteiligt.

## Schriften
- Von Rechtsgeschäften überhaupt und von Verträgen insbesondere, nach Preußischem Rechte. Für angehende Praktiker. Riemann, Berlin 1825, Digitalisat.
- Rechtsfälle und Rechtsbestimmungen gesammelt aus den Acten des Königl. Oberappellations- und Höchsten Gerichts zu Greifswald, vormaligen Tribunals zu Wismar. Heft 1[1]: Lübsches Recht. Jonas, Berlin 1832, Digitalisat.
- Systematische Darstellung des Preußischen Civilrechts. Mit Benutzung der Materialien des Allgemeinen Landrechts. 6 Bände. Jonas, Berlin 1834–1839;
  - Band 1: Die geschichtliche Einleitung, die Fundamentallehren des Preussischen Rechts und die Lehre vom Besitz. 1834, Digitalisat;
  - Band 2: Die Lehre vom Eigenthum, und den allgemeinen Theil des Obligationenrechts. 1834, Digitalisat;
  - Band 3: Der specielle Theil des Obligationenrechts. 1835, Digitalisat;
  - Band 4: Die Lehre vom gemeinschaftlichen Eigenthum, vom nutzbaren Eigenthum und den dinglichen Rechten. 1836, Digitalisat;
  - Band 4: Das Familienrecht. 1837, Digitalisat;
  - Band 6: Das Erbrecht und die Lehre von Familien-Stiftungen und Fideicommissen. 1839, Digitalisat.
  - dazu: Registerband: Sachregister. Register über die erläuterten Gesetzesstellen und einzelnen Verordnungen. 1840, Digitalisat.
- Erörterungen im Gebiete des Preußischen Rechts. Heft 1. Reimer, Berlin 1855, Digitalisat.
- Die Rechtsentwickelung in Deutschland und deren Zukunft, mit besonderer Hinsicht auf Preußen.[2] Reimer, Berlin 1855, Digitalisat.